# 狭叶露珠草
狭叶露珠草（学名：[Circaea alpina sp. angustifolia] 错误：{{Lang}}：文本有斜体标记（帮助））为柳叶菜科露珠草属下的一个亚种。